# Cyclosa cylindrata
Cyclosa cylindrata är en spindelart som beskrevs av Yin, Zhu och Wang 1995. Cyclosa cylindrata ingår i släktet Cyclosa och familjen hjulspindlar. Inga underarter finns listade i Catalogue of Life.